# 拉杜·瓦西里
拉杜·瓦西里（羅馬尼亞語：Radu Vasile，(發音：[ˈradu vaˈsile]；1942年10月10日—2013年）是罗马尼亚政治家、历史学家和诗人。担任过罗马尼亚总理（1998-1999）。

## 生平
瓦西里1967年以优异的成绩毕业于布加勒斯特大学历史系，因为政治原因(他的父亲曾是一个政治犯，也是一名律师，在1986年故世)毕业后他被禁止进入高等教育学校。1971年在布加勒斯特经济研究学院经济历史系担任助理教员，1977年获得经济学博士学位，1978年任系讲师。1989年后在学生支持下当选布加勒斯特商业经济研究学院副院长直到1992年。
他在1989年加入国家农民党，1990年之后，专门研究欧洲一体化(塞萨洛尼基和慕尼黑)。1994年担任大学教授。1998年4月17日担任罗马尼亚总理，1999年12月13日因为尽管已有半数以上的内阁部长（11位）提出辞职以迫使瓦西里下台，但他仍然拒绝辞职，被康斯坦丁内斯库总统解除了总理职务。
2000年-2004年，瓦西里是民主自由党议员(PD)。他以他的笔名拉杜·米秋（Radu Mischiu）发表诗歌作品。